# Смирнов, Николай Фёдорович (полный кавалер ордена Славы)
Николай Фёдорович Смирнов — помощник командира сапёрного взвода 807-го стрелкового полка (304-я стрелковая дивизия, 60-я армия, 1-й Украинский фронт), старшина.

## Биография
Николай Фёдорович Смирнов родился в крестьянской семье в деревне Петриково Царевокошайского уезда Казанской губернии (в настоящее время Медведевский район республики Марий Эл). Окончил 6 классов неполной школы, работал бригадиром в колхозе.
В ноябре 1939 года Йошкар-Олинским горвоенкоматом был призван в ряды Красной Армии. С сентября 1941 года на фронтах Великой Отечественной войны.
Перед наступлением частей 809-го стрелкового полка 11 сентября 1943 года в ходе Новороссийско-Таманской операции сержант Смирнов под сильным ружейно-пулемётным и миномётно-артиллерийским огнём проделал 2 прохода в минных полях противника, сняв 36 мин ППМД-7ц, считающихся неизвлекаемыми. Кроме того, он проверил состояние ранее проделанных проходов и прополз под сильным огнём противника около 400 метров над рекой Куркой (канал в Темрюкском районе Краснодарского края). После выполнения этих задач, он поддерживал связь между группами разграждения и командиром групп. Ему при этом неоднократно приходилось проходить под сильным огнём противника по открытым участкам местности. Приказом по 809-му стрелковому полку от 7 октября 1943 года за мужество и героизм в боях с немецко-фашистскими захватчиками он был награждён медалью «За отвагу».
Командир отделения старшина Смирнов в ночь на 14 июля 1944 года в районе городе Золочев проделал проход в минном поле противника перед передним краем обороны. Сопровождая пехоту и танки, он увлекал в бою своим примером других бойцов. Приказом по 304 стрелковой дивизии от 19 августа 1944 года он был награждён орденом Славы 3-й степени.
Во время боёв в Польше в январе-марте 1945 года старшина Смирнов со взводом построил 8 мостов, разведал 6 бродов, по которым без потерь переправился полк, обучил сапёрному делу 8 солдат, разминировал 3 моста сняв 300 кг взрывчатки, на дороге Калачице — Гурна снял 9 неизвлекаемых мин KMI-43 г. Приказом по 60-й армии от 14 апреля 1945 года он был награждён орденом Славы 2-й степени. Приказом по 60-й армии от 14 апреля 1945 года он был награждён орденом Славы 2-й степени.
В ночь на 27 марта 1945 близ населённого пункта Ращице в 5 км северо-восточнее города Ратибор (Рацибуж, Польша) старшина Смирнов во главе взвода под огнём противника обезвредил с бойцами до 80 противопехотных и 100 противотанковых мин.

В ночь на 19 апреля 1945 года у населённого пункта Пильтш в 6 км севернее города Опава он под огнём противника в непосредственной близости от его траншей проделал 2 прохода в минных полях для наступления стрелковых подразделений. Указом Президиума Верховного Совета СССР от 29 июня 1945 года он был награждён орденом Славы 1-й степени.
Старшина Смирнов был демобилизован в мае 1946 года. Вернулся на родину, работал товароведом на кирпичном заводе в Йошкар-Оле.
Николай Фёдорович Смирнов скончался после автокатастрофы 12 января 1977 года.

## Память
Похоронен в селе Азаново Медведевского района.